# Phalacrocorax penicillatus
Phalacrocorax penicillatus е вид птица от семейство Phalacrocoracidae.

## Разпространение
Видът е разпространен в Канада, Мексико и САЩ.